# Kokugaku
Kokugaku (Kyūjitai: 國學 Shinjitai: 国学; lit. Estudio nacional de japanología) fue una corriente intelectual que rechazaba el estudio de los textos budistas y chinos y favorecía la investigación filolófica de los clásicos japoneses. La palabra 'Kokugaku' se ha traducido como “Estudios nativos” y fue una respuesta al Neoconfucianismo sinocéntrico. Rechaza el estoicismo del confucianismo y valora la cultura japonesa anterior al confucianismo.
Los kokugaku, partiendo de la literatura antigua japonesa y del sintoísmo, abogan por el retorno a una supuesta edad dorada de la cultura y sociedad japonesas. Recurren a la poesía japonesa antigua empleando el auge del feudalismo (a mediados del siglo XII) y otros logros culturales para mostrar la “emoción” de Japón.

## Historia
Lo que acabaría conociéndose como tradición kokugaku, comenzaría en los siglos XVII y XVIII como kogaku (“estudios antiguos”), wagaku (“estudios japoneses”) o inishie manabi, un término introducido por Motoori Norinaga y su escuela. Los kokugaku, partiendo de la literatura antigua japonesa y del sintoísmo, abogan por el retorno a una supuesta edad dorada de la cultura y sociedad japonesas. Recurren a la poesía japonesa antigua empleando el auge del feudalismo (a mediados del siglo XII) y otros logros culturales para mostrar la “emoción” de Japón.
Eventualmente, los pensadores partidarios del Kokugaku acabarían por ganar poder e influencia en la sociedad Japonesa, y serían la influencia primordial para la filosofía y el movimiento Sonnō jōi. Esta corriente política, junto con otros factores, acabarían llevando al colapso del shogunato Tokugawa en 1868 y la consiguiente restauración Meiji. Además, el sintoísmo estatal (国家神道 Kokka Shintō) y el socialismo de estado, desarrollados a partir del pensamiento kokugaku, influenciaron indirectamente la política japonesa, llevándola a una expansión imperialista a partir de los últimos años del siglo XIX y principios y mediados del siglo XX.

## Principios teóricos
Según David Margarey Earl, el Kokugaku mantenía que el carácter nacional japonés era puro en esencia, y solo podría revelarse en su máximo esplendor una vez que las influencias extranjeras (chinas) fueran expulsadas. Para este movimiento, el "Alma china" era muy diferente del "Alma verdadero" o "Alma Japonesa". Este verdadero espíritu japonés necesitaba ser revelado mediante la negación de miles de años de aprendizaje negativo chino.

## Principales pensadores
- Hagiwara Hiromichi
- Hirata Atsutane
- Kada no Azumamaro
- Kamo no Mabuchi
- Katori Nahiko
- Motoori Norinaga
- Motoori Ōhira
- Motoori Haruniwa
- Nakane Kōtei
- Ueda Akinari
- Date Munehiro
- Fujitani Mitsue
- Tachibana Moribe